# Novais (ort)
Novais är en ort i Brasilien.   Den ligger i kommunen Novais och delstaten São Paulo, i den sydöstra delen av landet, 600 km söder om huvudstaden Brasília. Novais ligger 543 meter över havet och antalet invånare är 4 592.
Terrängen runt Novais är platt. Runt Novais är det tätbefolkat, med 276 invånare per kvadratkilometer.. Närmaste större samhälle är Catanduva, 17,1 km söder om Novais.
Trakten runt Novais består till största delen av jordbruksmark.